# The Anthology (Deep Purple)
The Anthology è una compilation del gruppo rock britannico Deep Purple, pubblicato nel 1985. L'album è stato ristampato nel 1991 con una tracklist differente.

## Tracce
Lato 1
1. Hush
2. Emmaretta
3. Hallelujah
4. Shadows
5. Love Help Me
6. Bloodsucker

Lato 2
1. Speed King
2. Black Night
3. Grabsplatter
4. Child in Time

Lato 3
1. Strange Kind of Woman
2. Freedom
3. Highway Star
4. Never Before
5. When a Blind Man Cries

Lato 4
1. Smoke on the Water
2. Woman from Tokyo
3. Might Just Take Your Life
4. Coronarias Redig
5. Soldier of Fortune
6. You Keep On Moving

## Tracce edizione 1991
CD 1
1. Hush – 4:25
2. Mandrake Root – 6:08
3. Shield – 6:03
4. Wring That Neck (Hard Road) – 5:13
5. The Bird Has Flown – 5:36
6. Bloodsucker – 4:08
7. Speed King – 5:53
8. Black Night – 3:27
9. Child in Time – 10:16
10. Fireball – 3:23
11. Strange Kind of Woman (live) – 8:35
12. No One Came – 6:25
13. Highway Star – 6:06

CD 2
1. Smoke on the Water (live) – 7:01
2. Pictures of Home – 5:03
3. Woman From Tokyo – 5:50
4. Smooth Dancer – 4:09
5. Sail Away – 5:48
6. Lay Down Stay Down – 4:15
7. Burn (live) – 6:50
8. Stormbringer – 4:05
9. Hold On – 5:05
10. Gypsy – 4:13
11. Mistreated (live) – 11:40
12. Gettin' Tighter – 3:36
13. Love Child – 3:05
14. You Keep On Movin' – 5:18